# Iglesia de San Salvador (Copenhague)

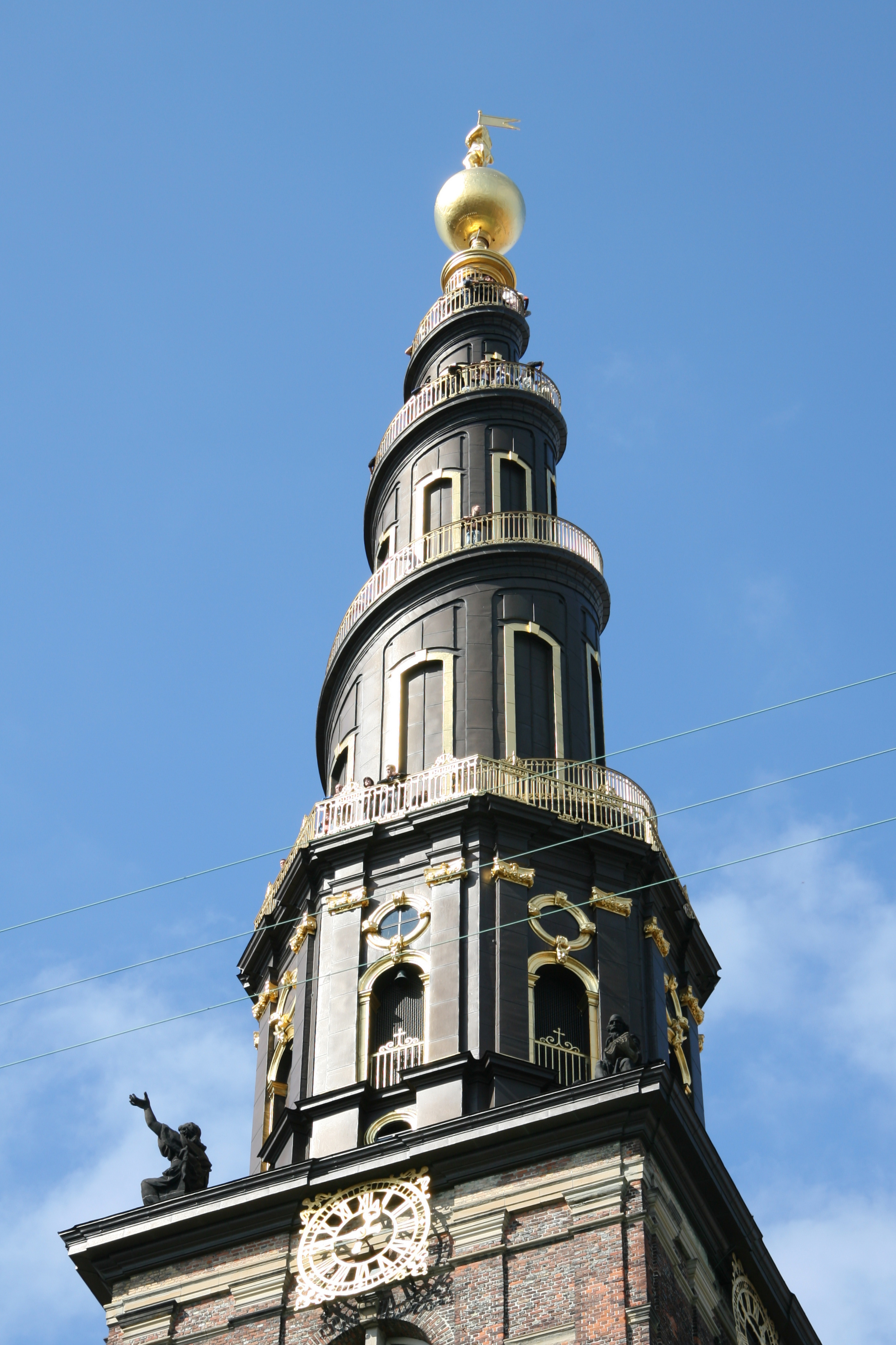
Chapitel en espiral de la iglesia.

La iglesia de Nuestro Salvador (en danés: Vor Frelsers Kirke) es una iglesia barroca en Copenhague, Dinamarca, que pertenece a la Iglesia de Dinamarca. Es famosa por su chapitel en espiral con una escalera exterior de caracol con la que se puede subir a la parte superior, donde ofrece amplias vistas sobre el centro de la ciudad.
La construcción, concebida para servir de templo principal a Christianshavn (actualmente un distrito de Copenhague), fue diseñada por Lambert van Haven en estilo barroco holandés, comenzó en 1682 y fue inaugurada en 1696. Su característico chapitel se construyó entre 1749 y 1752 por Laurids de Thurah, inspirado en la iglesia de Sant'Ivo alla Sapienza en Roma.
La iglesia también destaca por su carillón, que es el más grande en el norte de Europa; su altar, una obra maestra de Nicodemus Tessin, y su imponente órgano barroco.

## Historia

### La iglesia provisional
El actual distrito de Christianshavn fue concebido originalmente por Cristián IV como una ciudad independiente que debía tener su propio templo y su casa consistorial. Esta última nunca se construyó, pero en los planos de la nueva ciudad de 1617 ya figura un solar para la iglesia. En 1639 se construyó una iglesia provisional que estaba localizada al sur de la actual. La idea original era construir un edificio que sirviera temporalmente de iglesia y que cuando fuera sustituida por la iglesia definitiva, se utilizara como escuela y vivienda de sacerdotes y capellanes. Esta iglesia provisional tenía una planta de aproximadamente 37,5 x 8 m y resultó demasiado pesada para el terreno pantanoso en que se hallaba, por lo que sus muros tuvieron que reforzarse. Aún en obras, fue inaugurada en mayo de 1640. Cuando la iglesia actual se consagró en 1695, la iglesia provisional estaba en tan mal estado que no pudo utilizarse para los fines deseados. Se utilizó temporalmente como taller de escultores hasta que en 1708 fue demolida. Actualmente no queda ni rastro de esta primera iglesia.

### La iglesia de Lambert van Haven
La primera propuesta para la iglesia definitiva se presentó en 1668 y de acuerdo a Federico III se edificaría junto a Havneløbet, el canal que divide el centro de Copenhague de Christianhavn. Federico III murió en 1670; su sucesor Cristián V iba a continuar con ese plan e incluso colocó la primera piedra en 1672, pero finalmente se inclinó por el proyecto de Lambert van Haven.

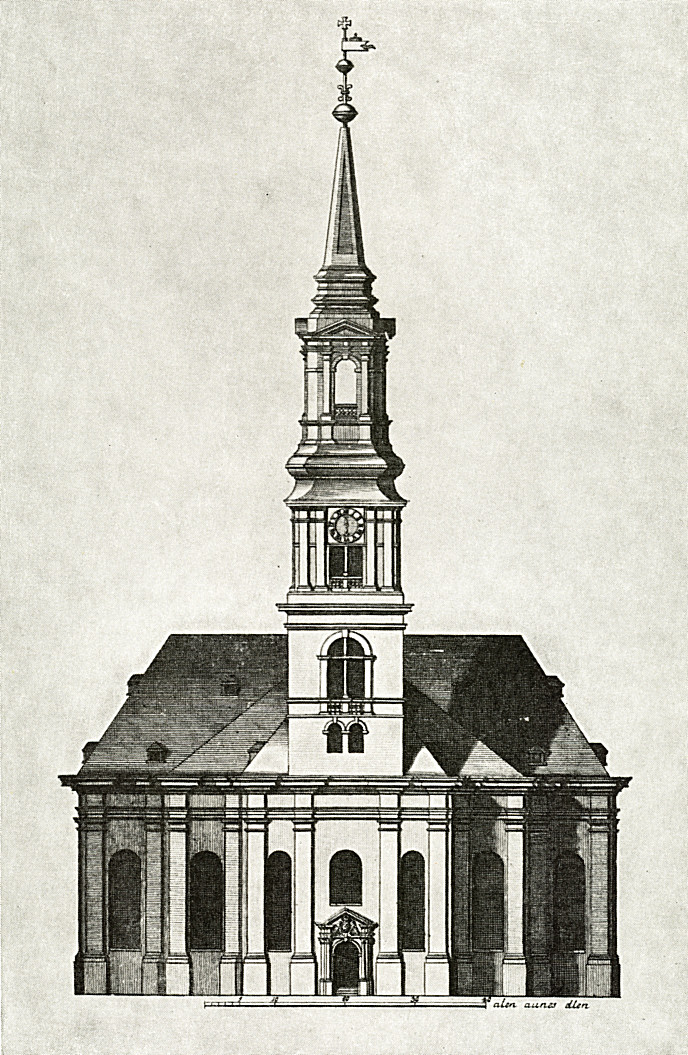
La iglesia de acuerdo al proyecto original de Lambert van Haven. Grabado del libro Den Danske Vitruvius (década de 1740).

La iglesia propuesta por van Haven era la más grande de todas, de hecho demasiado grande para tratarse del templo de una pequeña ciudad. No se sabe cuándo se presentó el proyecto, pero se menciona en 1681, cuando las obras de cimentación ya estaban en curso. Se eligió un solar justo al oeste de la iglesia temporal que había sido utilizado como cementerio. Los primeros años se utilizaron para preparar el terreno, se abrieron zanjas de drenado y se transportó piedra al lugar. El 19 de octubre de 1682 el rey Cristián V colocó la primera piedra y ese mismo día aprobó oficialmente los planos de van Haven.
El arquitecto sueco Nicodemus Tessin el Joven visitó la obra en 1687. Al parecer, Tessin hizo críticas que fueron tomadas en cuenta por van Haven. Por ejemplo, en los ladrillos hay indicios de que las bóvedas de las naves laterales iban a ser más bajas que la nave central, y finalmente fueron construidas a la misma altura. Otro resultado de la visita fue que el rey encomendó a Tessin el diseño del altar.
Hacia 1688 los muros quedaron terminados. Enseguida comenzaron las obras escultóricas y de las columnas del interior. En 1692 comenzó la construcción de la torre y de la techumbre de madera. A finales del año siguiente la iglesia ya tenía techo y torre. Sin embargo, la torre quedó con un chapitel provisional en forma de pirámide recubierto de teja, que no tenía nada que ver con el chapitel barroco planeado por van Haven. En 1694 quedaron terminadas las bóvedas y el escultor Christian Nerger comenzó las obras de estuco en el interior de las mismas. Al mismo tiempo otros escultores trabajaron en el portal oeste bajo la torre.
El 19 de abril de 1696, 14 años después de iniciadas las obras de cimentación, hubo una gran ceremonia de inauguración que contó con la presencia de Cristián V.
Aunque oficialmente inaugurada y en uso desde 1696, la iglesia de Nuestro Salvador aún no estaba terminada, pues su altar y púlpito eran temporales, y faltaba su distintivo chapitel. El magnífico altar barroco diseñado por Nicodemus Tessin quedó listo hasta 1732, debido al retraso causado por la Gran Guerra del Norte y las obras de cimentación que fueron necesarias por el excesivo peso del mármol. Laurids de Thurah, en sus libros de arquitectura de la década de 1740, consideraba a la iglesia de Nuestro Salvador como la más bella iglesia de Copenhague, pero ésta aún carecía de púlpito y chapitel definitivos.

### El chapitel de Laurids de Thurah

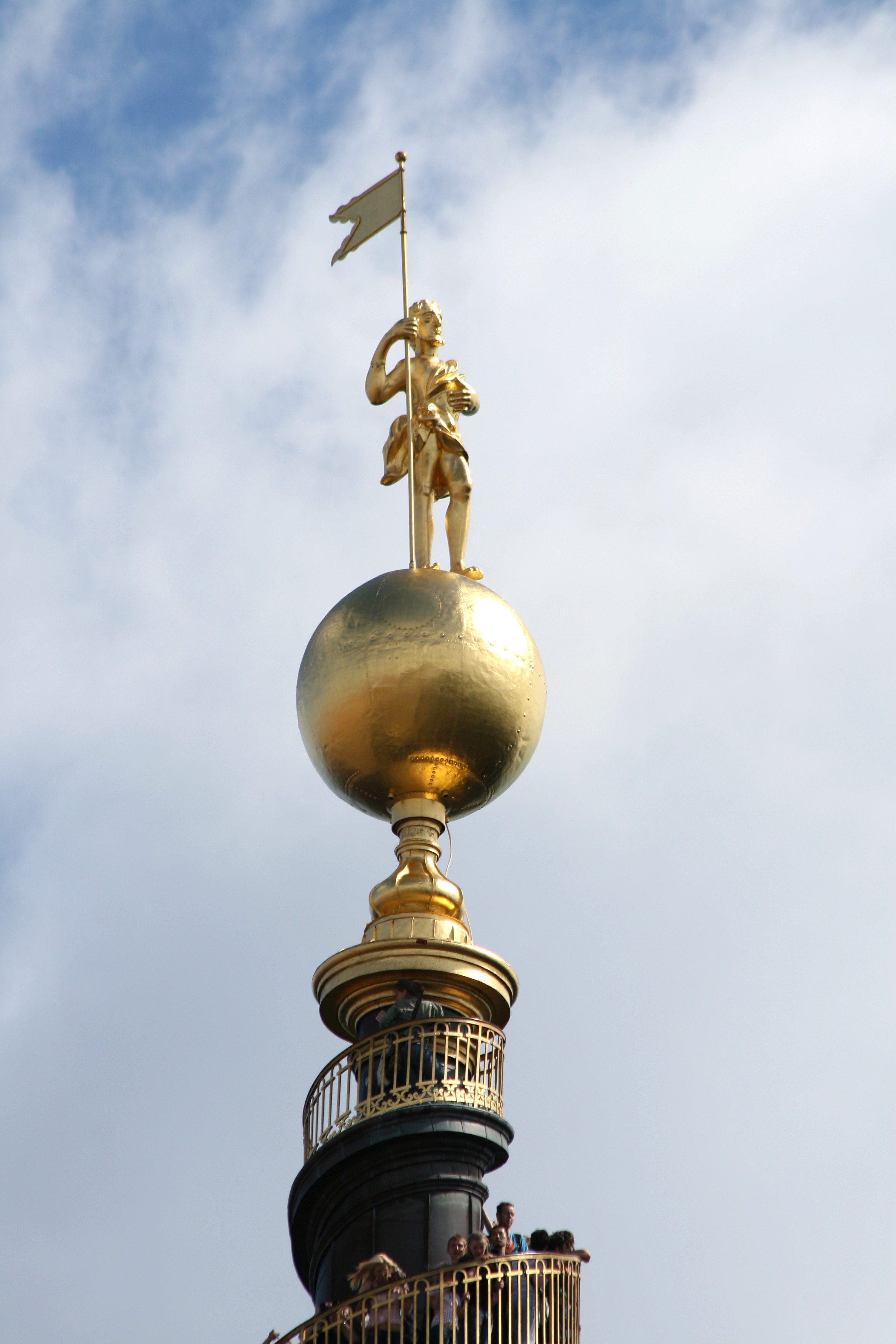
Mannen ("El hombre"), escultura que representa a Cristo Salvador en la cima del chapitel.

En 1744 el colegio de magistrados de Copenhague escribió al rey Cristián VI y le sugirió que concluyera el proyecto arquitectónico de su abuelo construyendo el chapitel de la iglesia. La solicitud no llegó a buen fin, pues el rey falleció en 1746. Federico V aprobó continuar la obra y destinó 5.000 rigsdaler para ese propósito.
En este momento Thurah presentó su proyecto para el chapitel. Aunque admiraba la obra de van Haven, Thurah se inclinaba por un estilo más moderno y su proyecto fue aprobado de inmediato por el rey, a pesar de tener un costo estimado de más de 25 000 rigsdaler contra los 15 000 del proyecto original.
Thurah se inspiró en la linterna de Borromini para la iglesia de Sant’Ivo alla Sapienza en Roma. Originalmente sería de arenisca, pero finalmente se inclinó por una estructura más ligera de madera recubierta de cobre, lo que permitiría ganar altura. Este proyecto se aprobó en febrero de 1749 y consiste en una base octogonal, de cuya cima inicia una escalera de caracol que termina al pie de un balaustre, sobre el que se levanta una escultura de Jesucristo. En las cuatro esquinas de la torre se sitúan los cuatro evangelistas. 
La construcción de madera se concluyó rápidamente y el 26 de abril de 1750 se colocó la figura de Jesucristo. Las obras de la escalera y la recubierta de cobre continuaron hasta 1752 y el 28 de agosto de ese año el rey visitó la obra.

### Remodelaciones

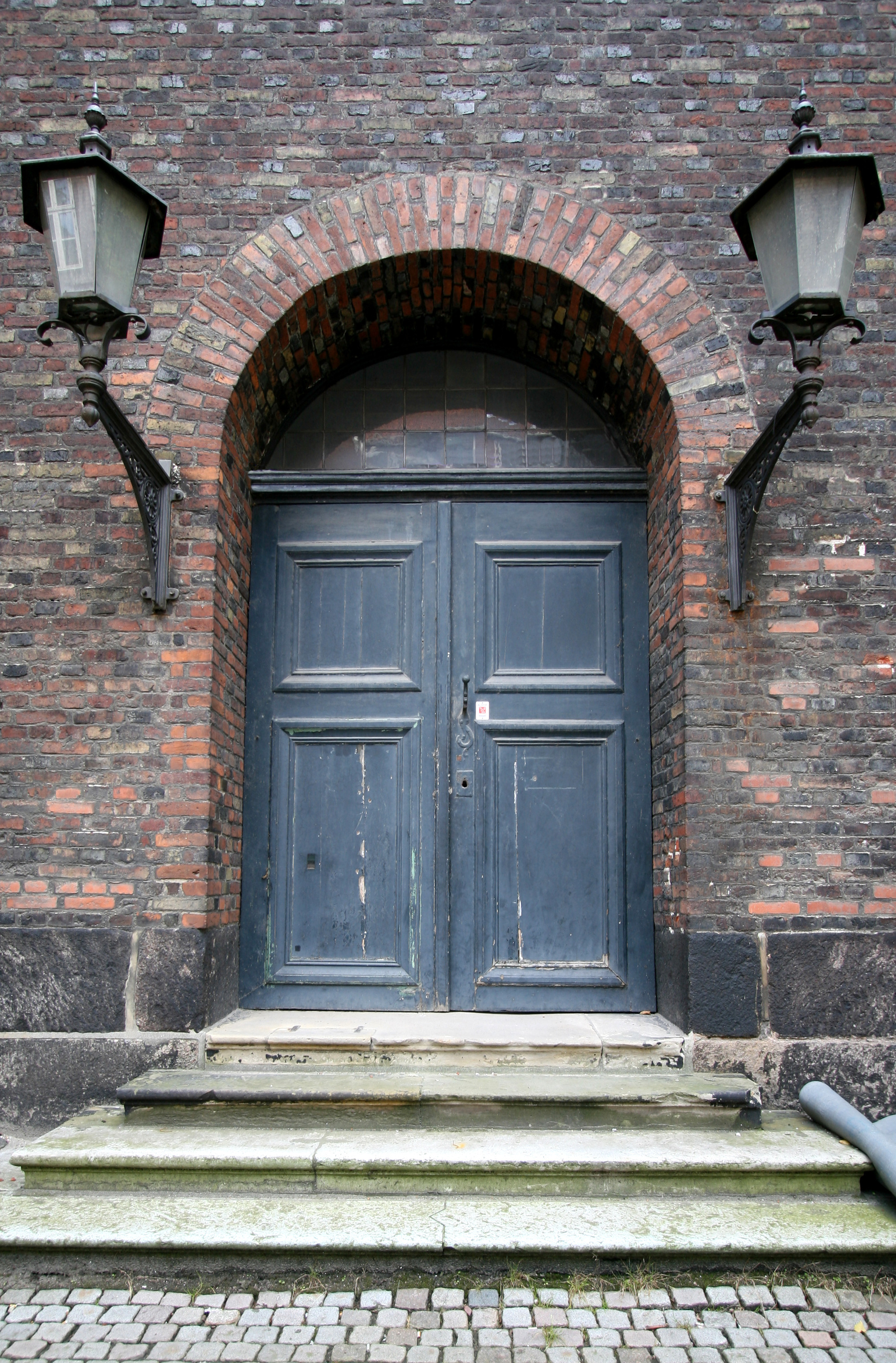
Puerta norte.

Con la terminación del chapitel, la iglesia adquirió su aspecto definitivo. A lo largo de los años se han hecho reparaciones y pequeñas modificaciones, pero sin alterar su apariencia fundamental. Uno de los mayores cambios es que los detalles de arenisca y el portal principal de la iglesia original tenían detalles dorados y de mármol, mismos que fueron retirados en el siglo XVIII. El púlpito actual no quedó listo sino hasta 1773.
La incorporación del altar de Tessin en 1732 implicó la eliminación de algunas ventanas de la fachada oriental para que se creara el ambiente de luz que el arquitecto deseaba.
Originalmente se había planeado que los portales norte y sur también fueran de arenisca, pero eso nunca se llevó a cabo. El terreno pantanoso siempre ha causado problemas y ha sido necesario hacer reparaciones en piso y estructura. En las remodelaciones han estado involucrados Diderik Gercken, N.S. Nebelong y a finales del siglo XX el grupo Wohlert Arkitekter.

## Edificio

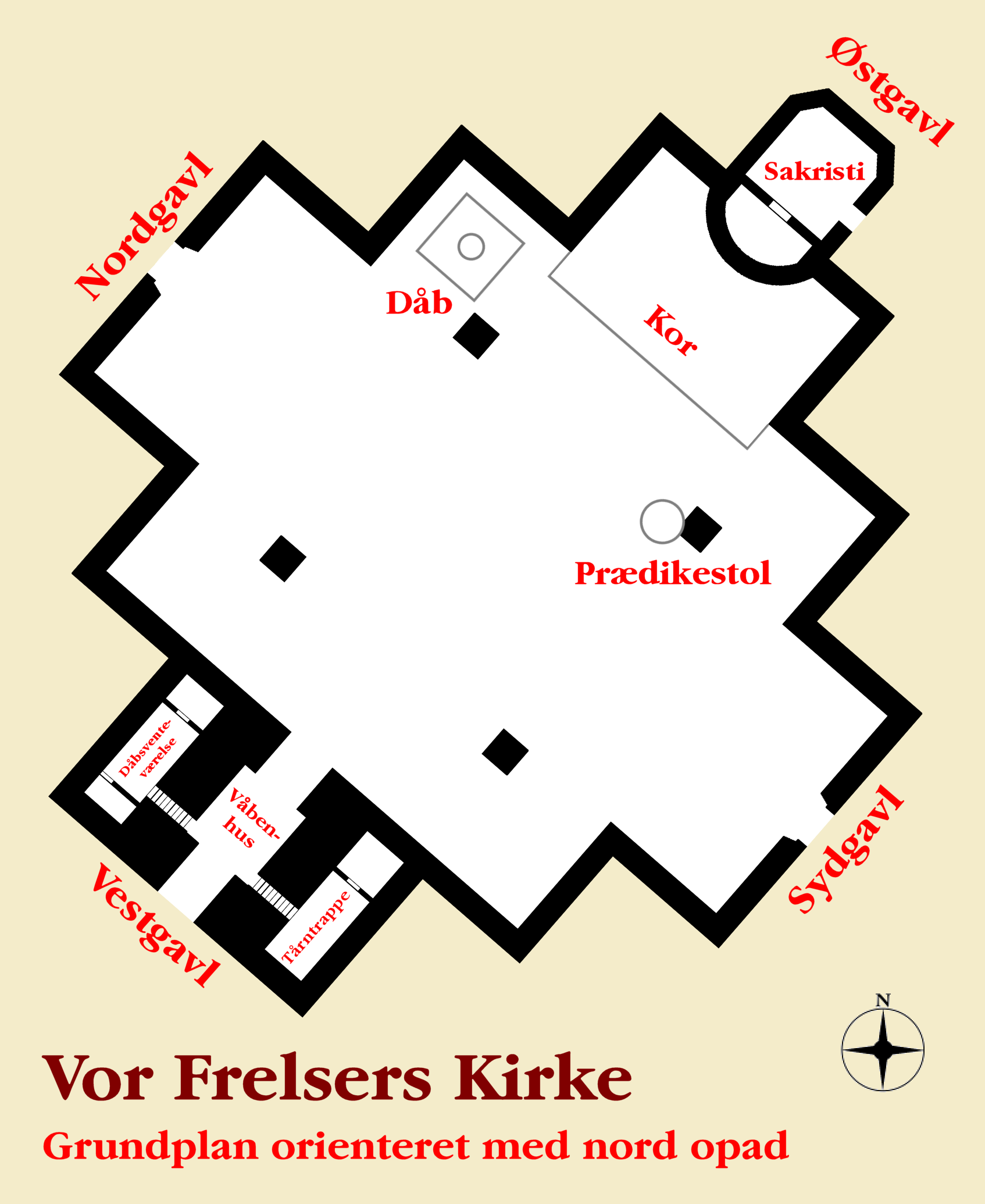
Plano de la iglesia

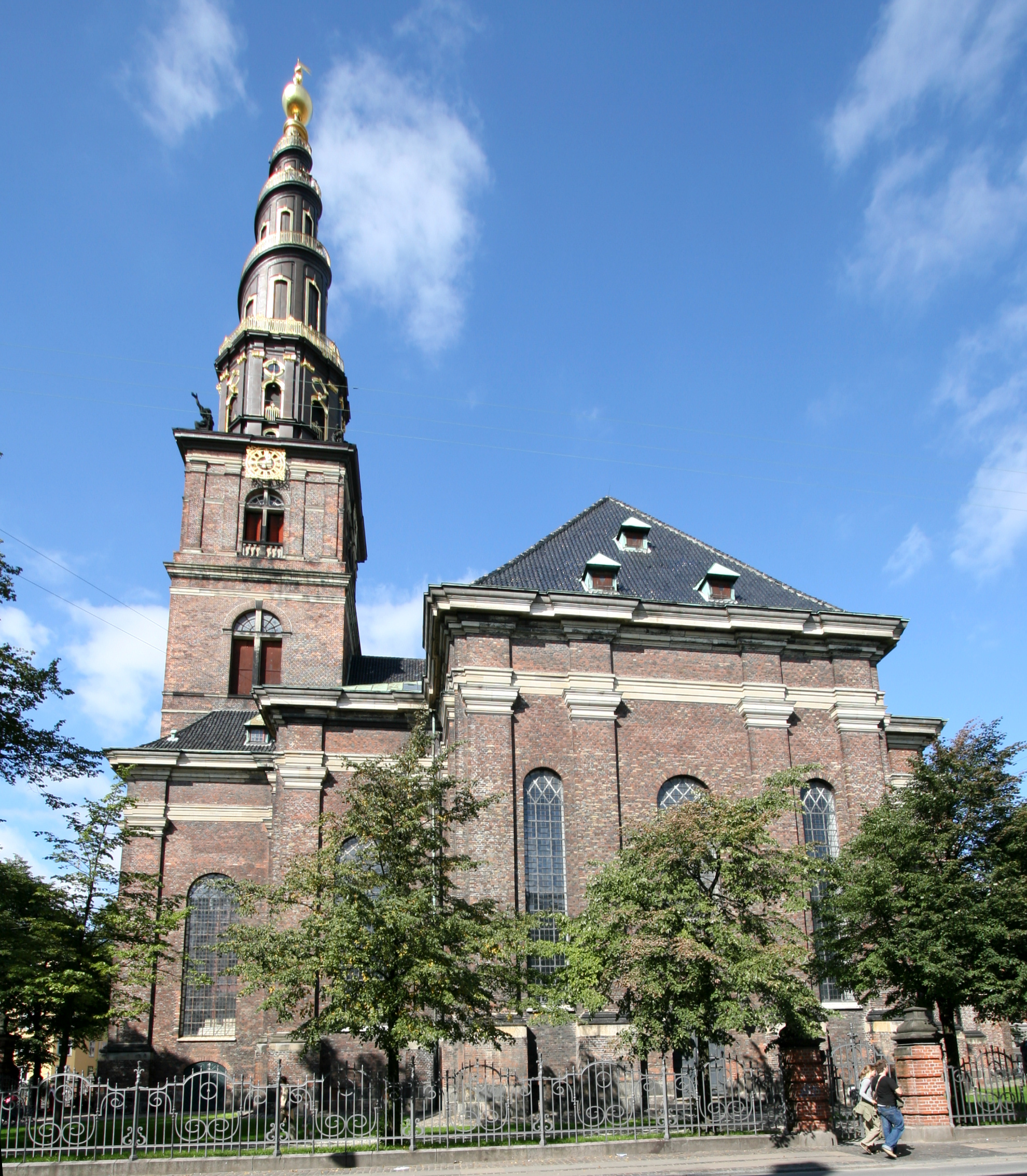
Fachada sur.

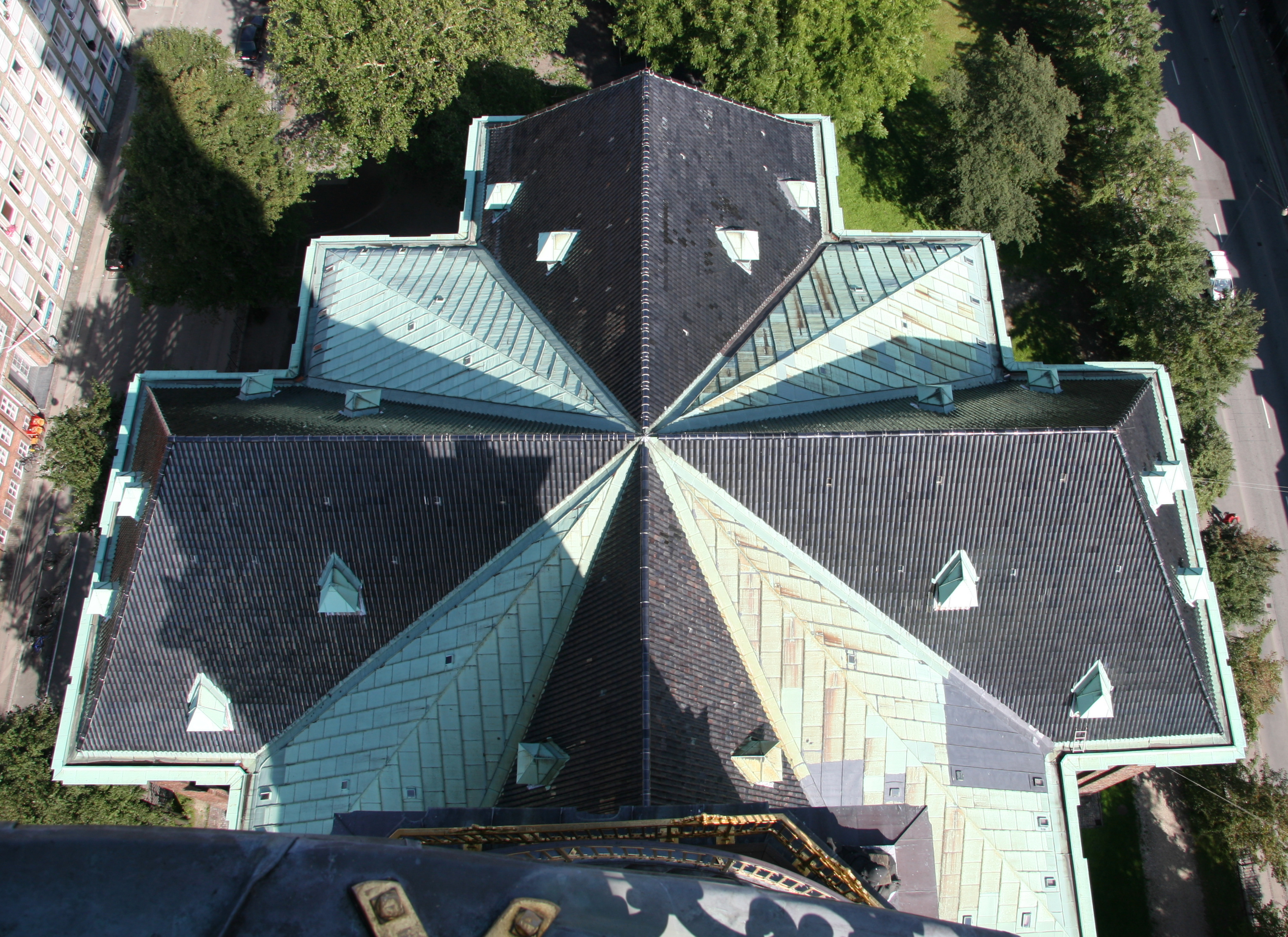
Techo.

La planta es de cruz griega, con los brazos de longitud similar. Entre los brazos hay anexos cuadrangulares. El brazo oeste, donde se encuentra la torre, es ligeramente más largo que los demás. En el brazo este hay un anexo que es la sacristía, por lo que el eje este-oeste es más largo que el eje norte-sur: 57 m y 48 m, respectivamente.
Las paredes se levantan sobre un zócalo alto de bloques de granito. La mampostería es una mezcla de ladrillos rojos y amarillos pero sin la disposición en rayas característica de los edificios de Cristián IV. La fachada está dividida por pilastras de orden palladiano, es decir, con la misma altura desde el zócalo hasta la cornisa inferior de arenisca. Las pilastras son de orden toscano con la base y el capitel de arenisca. El friso es de ladrillo y la cornisa del techo también de arenisca. Entre las pilastras están las largas ventanas de arco de medio punto, de hierro directamente insertado en el ladrillo.
La iglesia tiene entradas en los extremos de los brazos, salvo en el brazo este, donde se anexó la sacristía. La sacristía tiene su propia puerta en el sur. De las otras tres entradas, la principal es la del oeste, debajo de la torre, que es también la única adornada con un portal de arenisca. En cada lado pared lateral de la torre hay otras dos puertas pequeñas que dan acceso a criptas funerarias.
El techo de los cuatro brazos está cubierto de teja vidriada negra. Sobre el tejado hay 25 ventanas de buhardilla, dispuestas en dos niveles. El techo de los edificios anexos a los brazos tiene un recubrimiento de cobre en el techo.
La torre de cuatro lados se eleva sobre el brazo oeste del templo y se divide en tres niveles delimitados por cornisas. La torre tiene aberturas de arco de medio punto en sus lados libres, con parteluces y balaustradas de arenisca. El nivel superior de la torre está adornado con pilastras del mismo estilo que el resto del edificio, y en la cornisa superior hay un reloj en cada lado.
En lo alto de la torre se encuentra el chapitel, una construcción de madera recubierta de cobre. La base del chapitel es de ocho lados con arcos de medio punto y ventanas redondas con marcos dorados. Las ventanas están flanqueadas por pilastras de capiteles dorados. Alrededor del chapitel, sobre cada esquina de la torre se encuentran cuatro esculturas negras que representan a los evangelistas, obra de J. F. Hännel.
La parte superior de este octógono es un mirador con una barandilla dorada. Desde este mirador empieza la escalera de caracol que en sentido contrario a las manecillas del reloj asciende cuatro veces alrededor de la torre con un total de 150 escalones que son más pequeños a medida que se asciende. La escalera termina en un punto ciego, en una base dorada que sostiene un globo y la escultura de Jacob Høvinghof conocida como Mannen ("el hombre"), una representación de Jesucristo con un estandarte que tiene la particularidad de estar desproporcionada, posiblemente debido a que debe apreciarse desde abajo, a gran distancia. La pared a lo largo de la escalera está decorada con nichos de marcos dorados.

## Interior

### Altar de Tessin

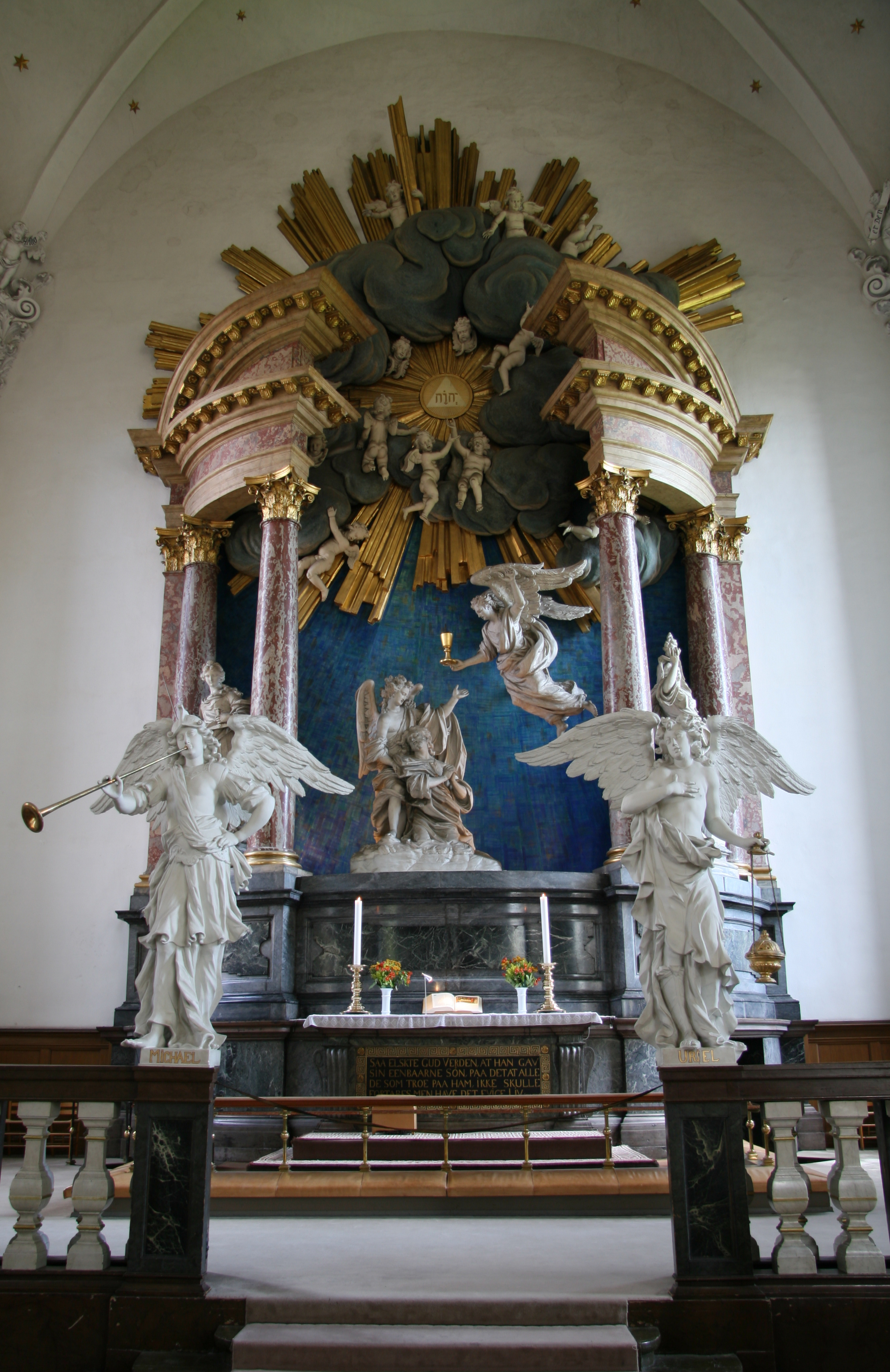
Altar de Tessin.

Lambert van Haven, arquitecto de la iglesia, tenía su propio proyecto para el altar y el retablo, pero el rey Cristián V se interesó en las ideas del arquitecto sueco Nicodemus Tessin, a quien encomendó el diseño del altar en 1694. Al año siguiente llegó a Copenhague la maqueta de la obra.
Mientras que el proyecto de van Haven era un retablo grande pero arquitectónicamente estático con un crucifijo al centro, la obra de Tessin es mucho más dinámica. Sobre una base semicircular que incluye al altar se levantan cuatro columnas que sostienen una arquitrabe y un frontón, ambos semicirculares y rotos por el centro. El punto central del retablo es un grupo escultórico que representa la escena del huerto de Getsemaní, donde Jesús es consolado por un ángel mientras un segundo ángel desciende con un cáliz de oro en la mano derecha. Entre las columnas hay dos estatuas que representan el lema de Cristián V: "Piedad y Justicia". En el espacio entre ambos segmentos del frontón hay una placa dorada con el nombre de Yahvé en hebreo. Alrededor de esta placa hay una representación celestial con nubes y rayos dorados de luz. Entre las nubes retozan angelitos. Una posible inspiración de Tessin podría encontrarse en el retablo de Bernini de la iglesia de los Santos Domingo y Sixto, en Roma.
La base del retablo y las estatuas alegóricas son de mármol italiano. Las columnas son de mármol francés y el resto del retablo es principalmente de madera y estuco. Las esculturas fueron esculpidas por Abraham Breusegem y Emmanuel Cuekelaer, ambos empleados de Thomas Quellinus, quien parece haber modelado las figuras. En algunos aspectos el diseño de Tessin fue modificado. De acuerdo al modelo original, sobre cada segmento del frontón había dos ángeles que sostenían una gran corona real, y en el grupo escultórico central, Jesús se hallaba con las piernas estiradas y el ángel con las alas desplegadas. Posiblemente los cambios se realizaron para reducir peso y ajustar el balance. Detrás de la escena central, había originalmente un paisaje que representaba al monte de los Olivos, pero fue modificado con el fondo azul actual en 1773.
El frente del altar tiene una inscripción tomada del Evangelio de Juan 3:16:
SAA ELSKTE GUD VERDEN, AT HAN GAV SIN EENBAARNE SÖN, PAA DET AT ALLE DE SOM TROE PAA HAM IKKE SKULLE FORTABES, MEN HAVE DET EVIGE LIV.
Porque de tal manera amó Dios al mundo, que ha dado a su hijo unigénito, para que todo aquel que en él cree no se pierda, mas tenga vida eterna.

### Púlpito

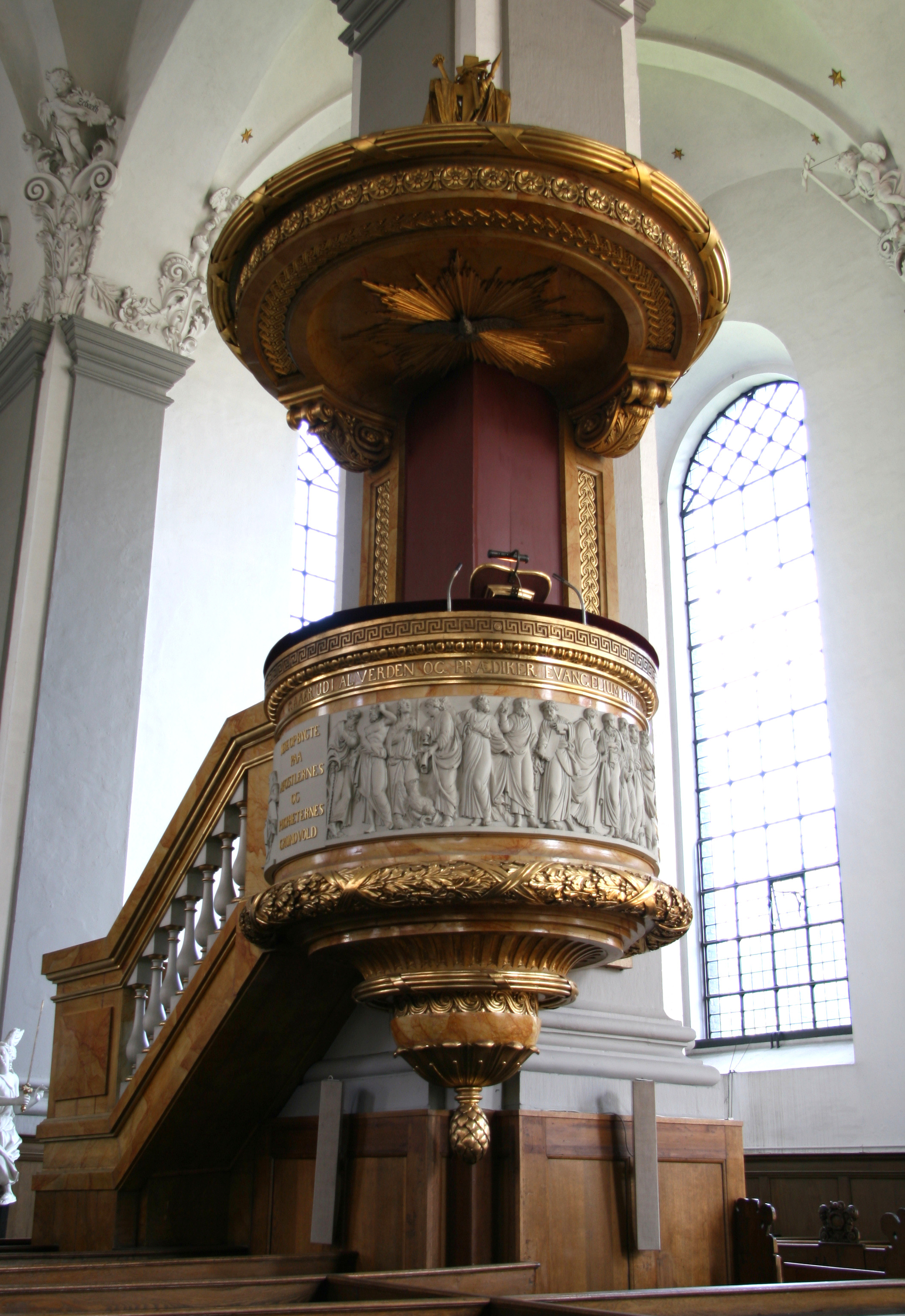
Púlpito de Harsdorff, Wiedewelt y Als.

Cristián V encargó en 1696 la construcción de un púlpito de mármol noruego. Mientras tanto, se utilizó de manera provisional un púlpito de madera, que prestaría servicios durante casi 80 años, pues el barco que transportaba el púlpito de mármol naufragó en su viaje entre Noruega y Copenhague. En 1750, cuando la iglesia ya tenía su característico chapitel, J. F. Hännel, a petición de Thurah, envió un diseño de un púlpito rococó, pero el proyecto no fue aprobado por los magistrados de la ciudad, quizás a causa de su elevado costo. 
El párroco Jacob Jensen Hvid tomó la iniciativa de dar un nuevo púlpito a la iglesia, recaudó fondos y contactó al arquitecto Caspar Frederik Harsdorff, al escultor Johannes Wiedewelt y al pintor Peder Als para que presentaran un diseño. Este diseño fue aprobado directamente por el rey Cristián VII. No se sabe quién realizó las distintas partes de la obra. El púlpito fue montado en el verano de 1773 en la columna del sureste. Es de madera pintada en forma de mármol con matices amarillos y detalles dorados, con una escalera de balaustres blancos que rodea parcialmente la columna. Un relieve central blanco representa a los doce apóstoles. Este relieve está flanqueado por otros dos relieves que representan a cuatro profetas del Antiguo Testamento, dos a cada lado. Entre los profetas y los apóstoles hay dos placas de texto que juntas forman un versículo de la Biblia (Efesios 2:20):
I ERE OPBYGTE PAA APLOSTERNES OG PROPHETERNES GRUNDVOLD SAA IESUS CHRISTUS SELV ER DENS HOVED HIORNE STEEN
(Estáis edificados sobre el fundamento de los apóstoles y los profetas, siendo Jesucristo mismo la piedra angular)
Sobre los relieves, está el versículo de Marcos 16:15:
GAAER UD I AL VERDEN OG PRÆDIKER EVANGELIUM FOR ALLE FOLK
(Salid al mundo y predicad el evangelio a todos los pueblos)
En la cima del tornavoz del púlpito hay una cruz con otros atributos del martirio de Jesús.

### Pila bautismal

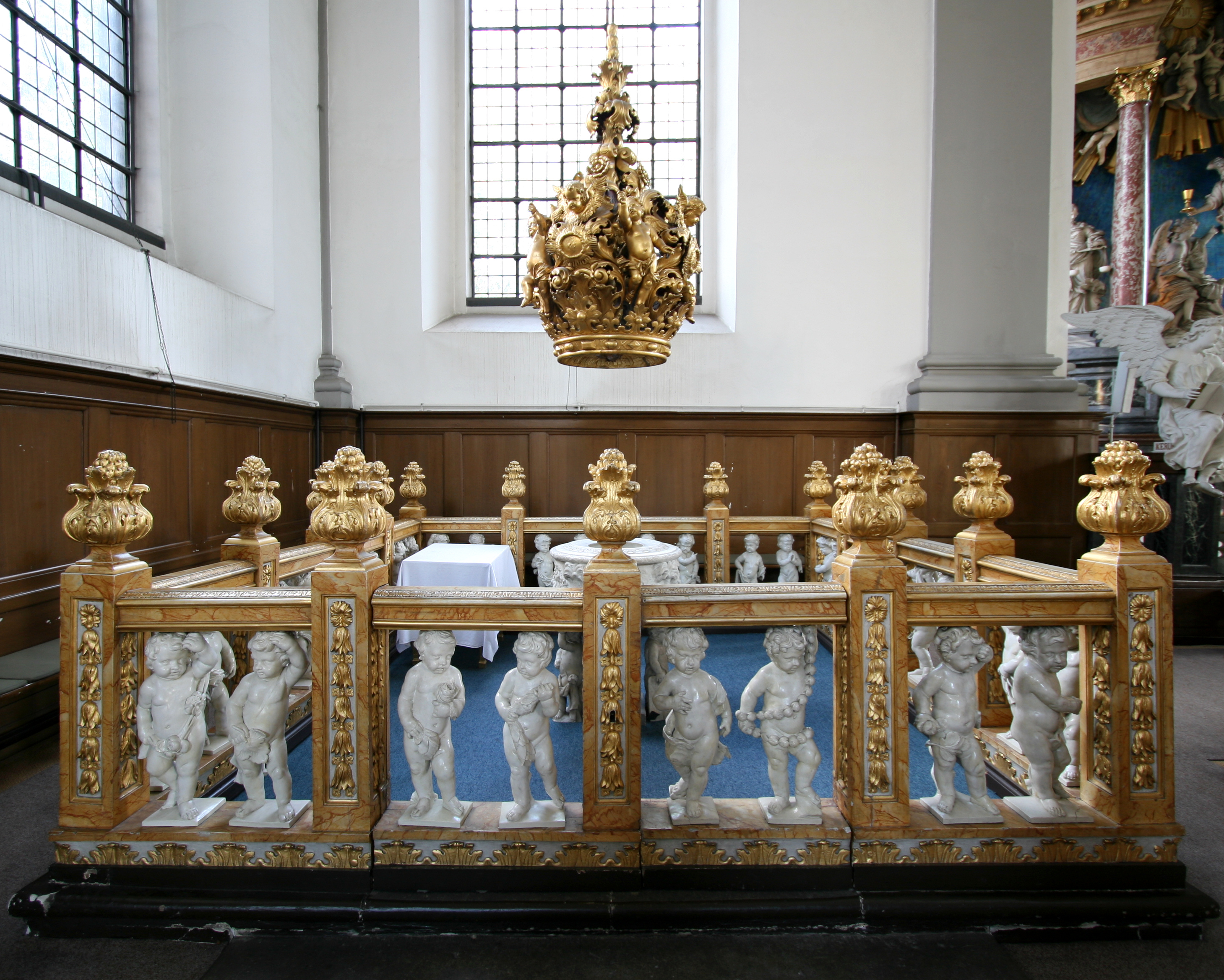
La pila bautismal con su tapa colgante y su cerco de balaustres.

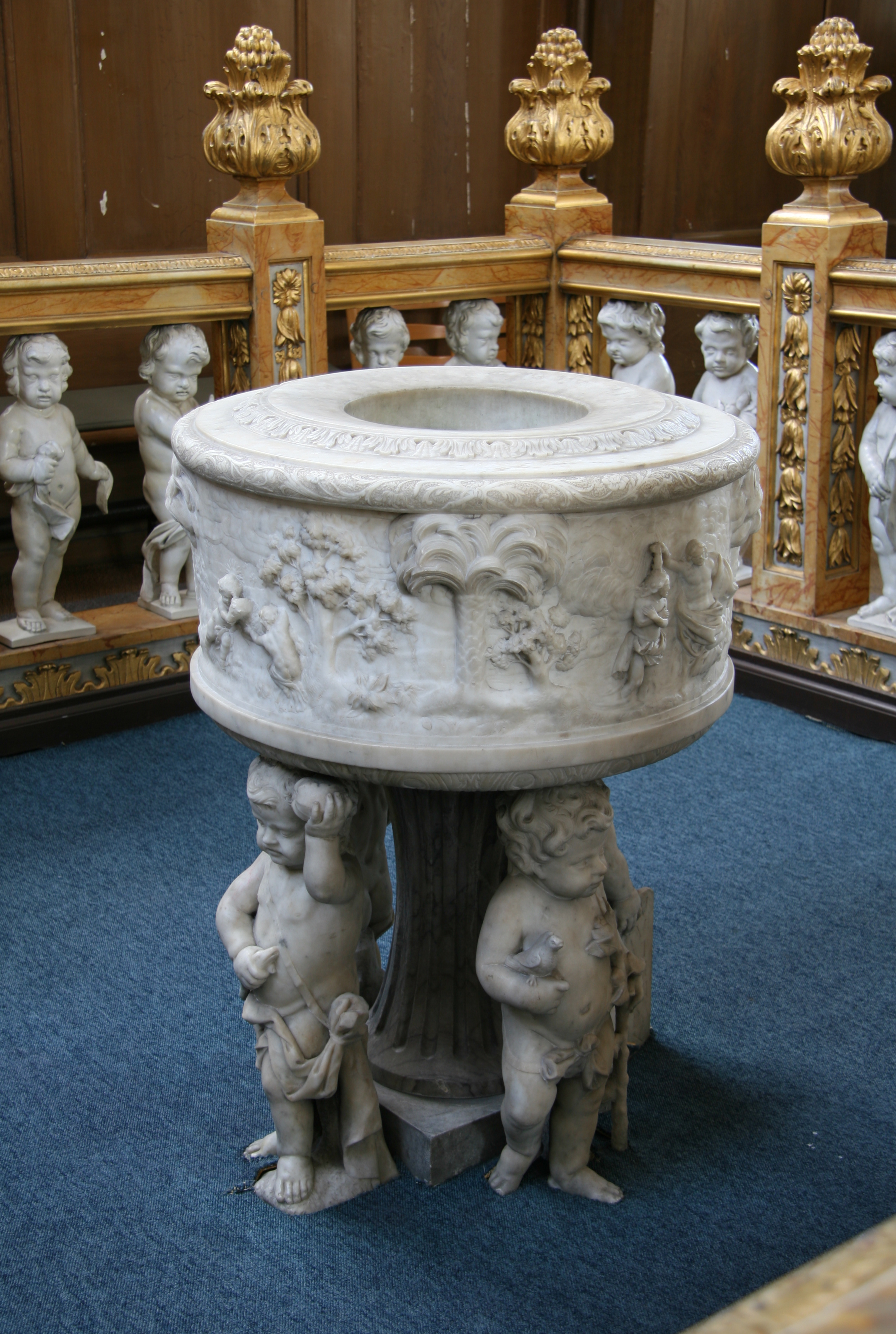
Pila bautismal.

La pila bautismal, donada en 1700 por la condesa Elisabeth Helene von Vieregg, sustituyó a una provisional usada en los primeros años. Desde siempre, la pila se encuentra en el anexo cuadrangular del noreste. Se desconoce el nombre de su escultor.
Es una pila cilíndrica de mármol que está sostenida por un pedestal y cuatro putti, los cuales además portan ciertos atributos, como la manzana y la serpiente o las tablas de la ley. En el exterior de la pila hay un relieve que muestra escenas como el bautismo de Jesús o el viaje a Emaús.
La fuente está encerrada en una balaustrada cuadrangular de 355 cm en cada lado. La balaustrada es de madera con aspecto de mármol y detalles dorados. Cada lado de los lados de la balaustrada se divide en cuatro tramos, cada uno con dos balaustres pintados de blanco en forma de putti. Sobre la pila bautismal cuelga la tapa en forma de corona condal dorada adornada en su parte superior con putti, cabezas de querubines, escudos y motivos vegetales y en su parte inferior con una paloma.

### Órgano

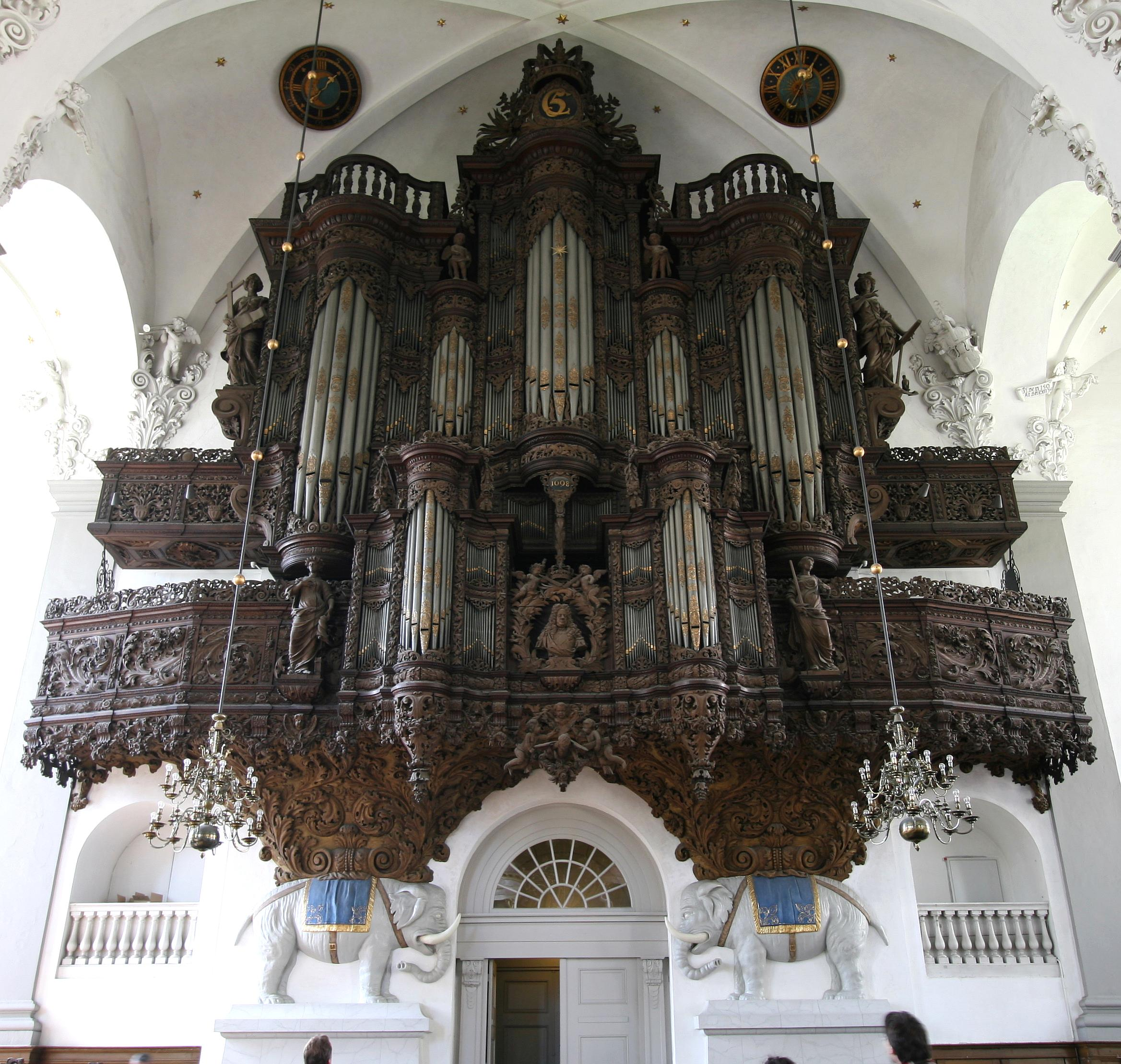
Fachada del órgano, de Christian Nerger.

En 1696, año de su consagración, la iglesia sólo contaba con un pequeño órgano positivo que había sido comprado a la iglesia de Nuestra Señora. Ese mismo año se firmó un contrato con los hermanos Johan y Peter Petersen Botzen para la construcción del órgano actual.
Chistian Nerger fue el encargado de tallar la fachada barroca, que es un homenaje a Cristián V. En la cima de la fachada se encuentra el monograma y en medio de la cadereta un busto del monarca. A los lados de la cadereta están las alegorías de Piedad y Justicia (lema del rey) y a los flancos del cuerpo principal del órgano, las virtudes Fe y Esperanza. En los tubos mayores se encuentra la inscripción en latín "Deo & C5 Gloria" ("A la gloria de Dios y Cristián V"). Los dos elefantes que "sostienen" la fachada del órgano recuerdan la creación de la Orden del Elefante por el mismo Cristián V como la más alta distinción del país.
Poco queda del órgano de los hermanos Botzen, como los tubos de zinc de la fachada y el zimbelstern. El mecanismo fue reparado en varias ocasiones en los siglos XVIII y XIX hasta que fue reemplazado por uno nuevo de la firma Busch og Søn en 1889. Marcussen og Søn hizo remodelaciones en 1939. En la década de 1950 Poul-Gerhard Andersen puso a sonar de nuevo los tubos de la fachada y en 1965 construyó el órgano actual, que tiene 57 registros.